# Four Rooms
Four Rooms (lit. ‘Quatre habitacions’) és una pel·lícula estatunidenca d'esquetxos, dirigida per Allison Anders, Alexandre Rockwell, Robert Rodriguez i Quentin Tarantino, estrenada el 1995. Ha estat doblada al català.

## Argument
Ted entra a treballar com groom en un hotel de luxe de Hollywood: El Mon Signor. Durant la nit de la Nit de cap d'any, quatre històries més on menys estranyes li passen amb els clients de 4 habitacions de l'hotel.

### The Missing Ingredient
A lluna de mel (honeymoon suite), on un grup de joves bruixes intenta gràcies a una invocació màgica fer reviure la deessa Diane, transformada en pedra per una maledicció en la seva nit de noces quaranta anys abans. Però Eva no ha aconseguit portar un ingredient: l'esperma del seu amant. Tira una sort sobre Ted que s'enamora d'ella i li procura l'ingredient que falta.

### The Wrong Man
A la cambra 404 (que és en realitat la 409), truquen Ted perquè porti un gelat, els participants d'una tarda mullada s'enganyen de número d'habitació. El groom es troba així de cara a un home armat que ha segrestat la seva dona, que acusa Ted de ser-ne l'amant.

### The Misbehavers
A la cambra 309, un pistoler porta la seva dona a una festa per celebrar la revetlla. Deixen així els seus dos fills sota la vigilància de Ted. Els nens troben un cadàver al matalàs. La situació esdevé cada cop més incontrolable, fins al retorn dels pares.

### The Man from Hollywood
Al penthouse de l'hotel, Chester, un ric actor i els seus amics Norman i Leo, borratxos, han fet una aposta: com a A Man from South, un episodi de la sèrie Alfred Hitchcock Presents, Norman ha d'aconseguir a encendre deu vegades seguides el seu encenedor. Si ho aconsegueix, Chester li cedeix el seu cotxe de col·lecció. Si falla, se li talla el dit petit. Per mil dòlars, Ted s'ha compromès a tallar el dit de Norman si falla. Perd l'aposta, i Ted talla el dit.

## Repartiment
- Tim Roth: Ted
- Marisa Tomei: Margaret
- Kathy Griffin: Betty
- Marc Lawrence: Sam, el vell groom
- The Missing Ingredient :
  - Sammi Davis: Jezebel
  - Amanda De Cadanet: Diane (Diana)
  - Valeria Golino: Athena
  - Madonna: Elspeth
  - Ione Skye: Eva
  - Lili Taylor: Raven
  - Alicia Witt (Virginie Méry): Kiva
- The Wrong Man :
  - Jennifer Beals: Angela
  - David Proval: Siegfried
- The Misbehavers :
  - Antonio Banderas: el marit
  - Tamlyn Tomita: la dona
  - Lana McKissack: Sarah
  - Danny Verduzco: Juancho
  - Salma Hayek: una ballarina a la tele
- The Man from Hollywood
  - Quentin Tarantino: Chester
  - Paul Calderon: Norman
  - Bruce Willis: Leo (no surt als crèdits)
  - Jennifer Beals: Angela

## Producció

### Gènesi del projecte
La idea de sortida prové del director Alexandre Rockwell. En parla llavors amb Allison Anders, proper a Quentin Tarantino. Aquest últim en parla al seu amic Robert Rodriguez. A més, el film havia de titular-se Five Rooms, amb un esquetx suplementari, dirigit per Richard Linklater. Però aquest últim es va desentendre del projecte poc de temps abans el començament del rodatge.

### Repartiment dels papers
Steve Buscemi un temps va estar presseleccionat pel paper principal de Ted. És finalment el britànic Tim Roth l'escollit, després d'haver rodat amb Tarantino a Reservoir Dogs i Pulp Fiction, com Buscemi.
Bruce Willis, que apareix a l'últim esquetx, no surt als crèdits, perquè ha infringit la regla del Screen Actors Guild per actuar en aquest film. Així, ha actuat sense cobrar, per plaer i com un favor a Quentin Tarantino, amb qui havia rodat Pulp Fiction. Jennifer Beals apareix a l'esquetx d'Alexandre Rockwell. Aleshores, estaven casats.

### Rodatge
El film es va rodar a Los Angeles, sobretot al Castell Marmont, a Sunset Boulevard
El segment girat per Robert Rodriguez, al qual figura Antonio Banderas, hi va haver girat una setmana després del fi del rodatge de Desperado.

## Acollida
- Premis Razzie 1995: Pitjor actriu secundària (Madonna)
- El film va ser un fracàs al box office estatunidenc, amb 4,2 milions de dòlars de recaptació.[5] D'altra banda, les critiques han estat moderades, totalitzant una mitjana de 15 % a Rotten Tomatoes.[6]
- Crítica
  - "Gamberrada de luxe de 4 amics, directors feroços i independents que es deixen portar per la desgana i el xivarri"[7]
  - "Anders i Rockwell fan 2 ximpleries, Tarantino entreté. El millor de Rodríguez"[8]
  - "Simpàtica comèdia que, malgrat contenir algunes escenes realment divertides, es mostra bastant irregular"[9]

## Picades d'ull
- A la primera escena de The Misbehavers, es pot percebre que el groom fuma cigarretes de marca Red Apples, marca fictícia utilitzada per Quentin Tarantino a Pulp Fiction, Kill Bill, Boulevard de la mort o The Hateful Eight i per Robert Rodriguez a Planeta Terror.[10]
- En aquest mateix esquetx, els nens miren un dibuix animat idèntic al que mira Ritchie Gecko a Obert fins a la matinada un altre film de Robert Rodriguez.[3] Quan canvien de cadena a la televisió, es pot veure un extret del curtmetratge Bedhead (1991) de Rodriguez.[3]
- A l'esquetx de Quentin Tarantino, els personatges mencionen un curtmetratge amb Peter Lorre i Steve McQueen. Es tracta de Man from the South, un episodi de la sèrie de televisió Alfred Hitchcock Presents. En aquest episodi, Peter Lorre lliga la mà de Steve McQueen a una planxa de fusta amb un cordill. Així, si l'encenedor no s'encén, McQueen no pot retirar la seva mà. Però l'esquetx de Tarantino, els personatges són borratxos i inconscients de la gravetat de la seva aposta estúpida. No tenen doncs necessitat del cordill, encara que n'hagin demanat a Ted.[10] Aquesta història porta igualment a una notícia de Roald Dahl, Man from the South, 1948.[3]
- El cotxe que és al centre de l'aposta a l'esquetx The Man from Hollywood, és una Chevrolet Malibu de 1964, similar a aquella conducta per Samuel L. Jackson a Pulp Fiction de Tarantino.[3]